# Eleotris soaresi
Eleotris soaresi är en fiskart som beskrevs av Playfair, 1867. Eleotris soaresi ingår i släktet Eleotris och familjen Eleotridae. Inga underarter finns listade i Catalogue of Life.